# Nippononysson
Nippononysson (лат.) — род песочных ос из подсемейства Bembicinae (триба Nyssonini). Юго-Восточная Азия и Палеарктика. Известно 3 вида.

## Описание
Мелкие осы. Лоб и скутум матовые, с микро- и макропунктурой; югальная доля заднего крыла присутствует, но очень маленькая (у близкого рода Nursea лоб и скутум гладкие, практически непунктированные; югальная доля заднего крыла отсутствует). Птеростигма передних крыльев примерно такого же размера, как субмаргинальная ячейка II, медиальная жилка передних крыльев расходится на уровне или после cu-a. Метасомальный стернум I базально с двойным килем. Относится к трибе Nyssonini Handlirsch, 1925 и подтрибе Nurseina Nemkov & Lelej, 2013. Биология неизвестна.
- Nippononysson adiaphilus Krombein, 1943 — Филиппины
- Nippononysson inexspectatus de Beaumont, 1967 — Турция[4]
- Nippononysson rufopictus Yasumatsu & Maidl, 1936 — Япония[5]